# Quận Clatsop, Oregon
Quận Clatsop (IPA: [klæt səp] là một quận nằm trong tiểu bang Oregon. Tên của quận là do tên của bộ lạc Clatsop thuộc người bản thổ châu Mỹ sống dọc theo duyên hải Thái Bình Dương trước khi người châu Âu đến định cư. Đến năm 2000, tổng dân số của quận là 35.630. Quận lỵ của quận là Astoria.

## Kinh tế
Kỷ nghệ chính của quận là đánh bắt cá, gỗ, và nông nghiệp. Khoảng 30% đất đai trong nội giới của quận thuộc sở hữu của tiểu bang Oregon dưới hình thức là những khu rừng tiểu bang. Cảng Astoria được xây dựng năm 1914 để hỗ trợ trao đổi và thương mại.

## Địa lý
Theo Cục Điều tra Dân số Hoa Kỳ, quận có tổng diện tích là 2.809 km² (1.085 mi²). 2.143 km² (827 mi²) là mặt đất và 667 km² (258 mi²) hay 23,74% là mặt nước. Đỉnh cao nhất là Núi Saddle cao 3.283 feet (1.001 mét) là một bộ phận của Dãy núi Duyên hải Bắc Oregon.

### Các quận giáp ranh
- Quận Columbia, Oregon - (đông)
- Quận Pacific, Washington - (bắc)
- Quận Wahkiakum, Washington - bắc)
- Quận Tillamook, Oregon - (nam)
- Quận Washington, Oregon - (đông nam)

## Lịch sử
Cuộc thám hiểm của Lewis và Clark dừng lại trong mùa đông 1805-6 trong khu vực của quận tương lại tại Pháo đài Clatsop. Astoria, thành phố xưa nhất của Oregon được thiết lập như một trạm trao đổi da thú năm 1811 và được đặt tên theo ông John Jacob Astor.
Quận Clatsop được thiết lập từ phần phía bắc và phía tây của Khu Twality trước đây vào ngày 22 tháng 6 năm 1844. Cho đến khi thành lập Quận Vancouver năm ngày sau đó, Quận Clatsop kéo dài về phía bắc ngang qua Sông Columbia và nơi bây giờ là tiểu bang Washington. Lập pháp Lãnh thổ và Lâm thời lại thay đổi ranh giới của Quận Clatsop thêm nữa vào năm 1845 và 1853.
Trước năm 1850 phần lớn hoạt động của chính quyền Quận Clatsop diễn ra tại Lexington, một cộng đồng nằm ở chỗ mà bây giờ là Warrenton. Tuy nhiên, các hoạt động thương mại và xã hội thì xảy ra ở trung tâm tại Astoria khi thành phố phát triển. Một cuộc bầu cử năm 1854 đã chọn Astoria làm quận lỵ mới.
Pháo đài Stevens nằm gần bán đảo được hình thành bởi bờ nam của Sông Columbia và Thái Bình Dương đã trở thành một căn cứ quân sự của Hoa Kỳ duy nhất trên lục địa bị tấn công trong Chiến tranh thế giới thứ hai khi tiềm thủy đỉnh I-25 của Hải quân Đế quốc Nhật Bản nả 17 quả đạn vào căn cứ ngày 21 tháng 6 năm 1942, sau đó thì bỏ chạy trước khi các khẩu súng 10-inch trên bờ biển có thể trả đũa. Trong khi sự thiệt hại là rất nhẹ nhưng sự hiện diện của tàu quân địch gây hoang mang cho dân chúng dọc theo duyên hải Thái Binh Dương của Hoa Kỳ.

## Các cộng đồng

### Các thành phố hợp nhất
- Astoria
- Cannon Beach
- Gearhart
- Seaside
- Warrenton

### Các cộng đồng chưa hợp nhất
- Bradwood
- Brownsmead
- Butterfield
- Cannon Beach Junction
- Carnahan
- Clatsop Station
- Clifton
- Elsie
- Emerald Heights (khu vực nằm trong nội giới của thành phố Astoria)
- Fern Hill
- Fort Stevens (khu vực nằm trong phần phía bắc của thành phố Warrenton)
- Glenwood
- Hamlet
- Hammond (khu vực nằm trong phần phía bắc của thành phố Warrenton)
- Jeffers Garden
- Jewell
- Knappa
- Knappa Junction
- Melville
- Miles Crossing
- Neawanna Station (khu vực nằm trong phần đông bắc của thành phố Seaside)
- Necanicun Junction
- Oklahoma Hill
- Olney
- Sunset Beach
- Svensen
- Svensen Junction
- Taylorville
- Tolovana Park (khu vực nằm trong nội giới của thành phố Cannon Beach)
- Tongue Point Village (khu vực nằm trong phần phía tây của thành phố Astoria)
- Vinemaple
- Wauna
- West Lake
- Westport